# 楊井武盛
楊井 武盛（やない たけもり）は、戦国時代から安土桃山時代にかけての武将。大内氏、毛利氏の家臣。父は楊井国久で、伯父である楊井春盛の養子となる。また、薬や医術にも長けていた。

## 生涯

### 大内氏家臣時代
周防国玖珂郡楊井の国人で大内氏に仕えた楊井国久の次男として生まれる。幼名は「万寿」。
天文7年（1538年）6月7日、伯父の楊井春盛は嫡男が不義不孝の者であったために廃嫡し、甥にあたる武盛を養子として家督と長門国美祢郡秋吉別府の内の30石の所領を譲る事を記した目安状を提出し、同年9月17日、武盛の所領相続が大内義隆に認められた。
天文13年（1544年）11月15日、大内義隆の加冠状を受けて元服し、義隆のみなし偏諱である「武」の字を与えられて、「武盛」と名乗った。義隆の代では侍大将先手衆に列した。
天文20年（1551年）8月に陶隆房（後の陶晴賢）らが謀反を起こした大寧寺の変によって大内義隆が自害したことで大内義長が大内氏を継ぐと、武盛も大内義長に仕えて小座敷衆となり、天文23年（1554年）以前の7月22日、内藤興盛と仁保隆慰から所領を安堵される。

### 毛利氏家臣時代
弘治元年（1555年）から毛利元就による防長経略が始まると実父・国久と共に毛利氏に服属し、弘治3年（1557年）8月17日には毛利氏の五奉行である赤川元保、粟屋元親、児玉就忠、国司元相、桂元忠と大内氏から毛利氏に服属した奉行人である大庭賢兼、河屋隆通、波多野興滋、岩正興致、小原隆言、吉田興種、仁保隆慰によって、養父の春盛から相続した長門国美祢郡秋吉別府の内の30石の所領を安堵される。
永禄8年（1565年）、毛利輝元の元服を祝して太刀一腰と青銅100疋を贈っている。
元亀3年（1572年）2月10日、娘の虎女に長門国美祢郡秋吉別府の内の30石の所領を譲ることを毛利輝元に認められた。
天正8年（1580年）12月18日、武盛が暫く引き受けていた備前国の天城城における在番の交替が延引し、数日逗留することになっている事について、毛利輝元は粟屋元種を使者として、武盛の辛労をねぎらう書状を武盛に送っている。
天正10年（1582年）12月15日、毛利輝元から「但馬守」の受領名を与えられる。
天正12年（1584年）4月17日に死去。

## 逸話
- 実父の楊井国久が薬や医術に長けていたことから、武盛も医術をよくしたとされ[1]、吉川元春が病気になった際に小早川隆景が毛利隆元に宛てた書状には「薬師の事は、とかく楊井然るべく候」と記されている[13]。また、永禄5年（1562年）にも吉川元春が病気になった際にも毛利元就の書状において薬についての話で「楊井」を呼び寄せている[14]。
- 年不詳6月28日付けで小早川隆景から「近頃は音沙汰が無かったが、少し相談したいことがあるので武盛に来てもらい面会できれば祝着である」という旨の書状を受け取っている[15]。